# Britské listy
Britské listy (ISSN 1213-1792) jsou internetové publicistické periodikum. V 90. letech vznikly jako rubrika na Neviditelném psu Ondřeje Neffa, kde 29. července 1996 vyšlo jejich první vydání. Zakladatelem a vydavatelem byl v letech 1996–2001 Jan Čulík. V roce 1999 se Britské listy na výzvu Ondřeje Neffa osamostatnily a od roku 2001 je jejich vydavatelem Občanské sdružení Britské listy (OSBL).

## Vydavatel a náplň listu
Vydavatelem online deníku je Občanské sdružení Britské listy. Šéfredaktorem listu je Jan Čulík
(* 1952), který žije ve Skotsku a v ČR a přednáší bohemistiku na Glasgowské universitě. Redaktorem v České republice je Karel Dolejší.
Britské listy se profilují jako názorové liberálně levicové médium.https://blisty.cz/art/117917-pokus-o-odstraneni-lzi-a-primitivismu-z-hesla-o-britskych-listech-na-ceske-wikipedii-ktery-byl-okamzite-vymazan.html
Britské listy neposkytují klasický zpravodajský servis. Lze je považovat za analyticky a esejisticky orientované periodikum zaměřující se na témata, o nichž se podle redaktorů „v České republice příliš nemluví“ a která mají přispět ke „konfrontaci myšlenek mezi Západem a Českou republikou“.[zdroj⁠?!] Snaží se zprostředkovat pro české prostředí mezinárodní debatu na aktuální témata, shrnují argumentaci některých především anglosaských médií. Často citují britské liberální deníky The Guardian a The Independent, mnohdy i konzervativní Daily Telegraph, všímají si novinářské práce amerických listů Washington Post a New York Times.[zdroj⁠?!] Dále se pokoušejí medializovat témata, jimž se česká periodika nevěnují, anebo se jim dle názoru listu věnují zkresleně. Zaujímají často kritický přístup vůči českým sdělovacím prostředkům. Deklarují také svoji příslušnost k tradici britské a americké nezávislé žurnalistiky. Značné množství příspěvků tvoří komentáře kmenových autorů k aktuálnímu dění na tuzemské či zahraniční politické scéně.

## Autoři
K datu 4. února 2013 evidoval systém Britských listů celkem více než 3 tisíce autorů, většina však přispěla jen s jedním článkem. Sto a více článků zde v té době publikovalo 54 autorů. Mezi nejaktivnější s více než tisícovkou článků patřili: sochař, fotograf a novinář Štěpán Kotrba, bohemista a zakladatel listu Jan Čulík, sociolog a bývalý mluvčí Greenpeace ČR Karel Dolejší, právník a karikaturista Michael Marčák. Dále následovali – s více než čtyřmi sty články – autoři jako chemik a křesťansky orientovaný filozof Boris Cvek, ekonom Uwe Ladwig, mediální teoretik Bohumil Kartous, filozof Miloš Dokulil, ekonom Ladislav Žák a malíř a výtvarný kritik Jan Paul.
V roce 2007 přestali do Britských listů přispívat Ivan Brezina a ekologický aktivista Miroslav Šuta. Oba svůj rozchod s Britskými listy zdůvodňovali rozpory s Janem Čulíkem a nesouhlasem s jeho editorskými metodami. V únoru 2011 oznámil odchod někdejší místopředseda OSBL Fabiano Golgo a vysvětlil jej na svém blogu názorovým rozchodem se současnou z jeho pohledu příliš levicovou orientací. V dubnu téhož roku opustil redakci Štěpán Kotrba. Asi po půlroce publikoval dva články a od začátku roku 2012 se k psaní pro Britské listy postupně vrátil. Poslední článek Štěpána Kotrby pro Britské listy je z července 2015.
Ke dni 30. března 2023 jsou mezi stále aktivními autory, kteří mají nad tisíc příspěvků, tito (podle abecedy): Boris Cvek (2217), Jan Čulík (3202), Karel Dolejší (3265), Fabiano Golgo, Bohumil Kartous (1298) a Daniel Veselý (1200). Spolupracovníkem Britských listů je mj. Andrew Stroehlein, mediální ředitel globální lidskoprávní organizace Human Rights Watch.

## Financování
Financovány jsou z velké části dobrovolnými částkami od čtenářů. Každý měsíc na chod deníku přispívá částkou cca 45 000 – 90 000 Kč několik set čtenářů. List ze získaných prostředků financuje zejména autorské honoráře. Měsíční náklady na internetové připojení a bankovní poplatky tvoří jen asi tři procenta celkových výdajů. Zprávy o hospodaření Občanského sdružení Britské listy jsou pravidelně zveřejňovány.
Něco pod 10 000 Kč měsíčně list vydělává reklamou.
Podle přiznání šéfredaktora Jana Čulíka může list existovat zejména proto, že šéfredaktor má trvalé zaměstnání jako docent češtiny (Senior Lecturer in Czech) na University of Glasgow, rediguje Britské listy až po svém hlavním zaměstnání. List zároveň funguje pro jeho práci jako jeho výzkumný projekt, jehož prostřednictvím získává informace o soudobé debatě v České republice. Jedním z výstupů byla například analýza současných názorů v české společnosti, která vyšla roku 2011 v publikaci péčí Fribourské univerzity ve Švýcarsku.

## Čtenost
Během každého jednotlivého měsíce BL zaznamenávají v současnosti na své stránky přístup od cca 305 000 individuálních návštěvníků. Podle Google Analytics zaznamenaly v prosinci 2011 2 723 687 zhlédnutí (Pageviews).
Výběr zdejších článků vyšel v několika knižních výborech Jak Češi myslí, 1999; Jak Češi jednají, 2000; (obojí: Millenium Publishers, Chomutov, V hlavních zprávách: Televize, 2001, nakladatelství ISV, Praha), posledním je titul Jak Češi bojují nakladatelství Libri, Praha, 2003.

## Politická orientace
Web je veřejností často vnímán jako levicový. Profiluje se jako web s názorem protichůdným k současnému mediálnímu diskurzu.
Šéfredaktor a zakladatel Jan Čulík  označuje Britské listy za „zastánce konzervativních hodnot“.
V říjnu 2016 šéfredaktor BL v České republice Karel Dolejší obhajoval saúdskou vojenskou intervenci v Jemenu a „zbraňové dodávky pro Saúdy ze Západu“. Podle Dolejšího musí Saúdská Arábie čelit íránské expanzi a hybridní válce ze strany Íránu. Dolejší kritizoval „levičáčké mediální aktivisty“ ze Západu za jejich tvrzení, že saúdská armáda a její spojenci „systematicky vraždí“ jemenské civilisty. V jiných článcích Britské listy označily konflikt v Jemenu za „zapomenutou válkou“, v jejímž důsledku se země nachází na pokraji hladomoru, a informovaly o tom, že Saúdská Arábie bombarduje nemocnice a školy v Jemenu, a používá zakázanou kazetovou munici. V prosinci 2016 publicista Daniel Veselý z Britských listů napsal, že „hlavní díl viny na každodenní tragédii v Jemenu spočívá na bedrech Saúdské Arábie a jejích arabských spojenců“ a obvinil západní politiky z cynismu, pokrytectví a lhostejnosti ke smrti jemenských dětí.

## Sociální profil čtenářů
V průběhu března 2007 požádaly své čtenáře o vyplnění sociodemografického dotazníku, více než 5 tisíc osob tak učinilo. Pokud bychom podobně jako Britské listy samotné považovali 5 000 z 300 000 čtenářů za reprezentativní vzorek, mohli bychom z výsledků usuzovat, že typickým čtenářem Britských listů je vysokoškolsky vzdělaný (63%), spíše mladší muž s vyšším příjmem, žijící ve větším městě. Ženy tvořily necelou pětinu respondentů dotazníku. Každý desátý čtenář Britských listů, který dotazník vyplnil, žije mimo Českou republiku. Někteří čtenáři občas reagují, že je čtou, aby poznali způsob uvažování svého nepřítele".

## Kritika a kontroverze

### Jaromír Štětina, Petra Procházková a důtka „Syndikátu novinářů“
20. září 2000 byla na základě stížnosti Jana Urbana Janu Čulíkovi udělena důtka „Komise pro etiku“ „Syndikátu novinářů České republiky“ za „poškození dobré pověsti žurnalisty“ Jaromíra Štětiny.[zdroj⁠?!] Ve svých článcích Čulík kritizoval Štětinovu „politickou zaujatost a aktivismus“. V prvním článku k tomuto tématu na dobu 24 hodin spojil tehdejší živnost „Epicentrum“ Jaromíra Štětiny a Petry Procházkové s institucí „Epicentr“ ruského politika Grigorije Javlinského a zpochybňoval novinářskou objektivitu obou zpravodajů. Chybu Jan Čulík na webu do 24 hodin opravil, ovšem v kritice Jaromíra Štětiny za to, co považuje za aktivismus, neslučitelný s novinářskou prací, pokračoval.

### Lhaní o Psychiatrické nemocnici Bohnice
V dubnu 2013 publikovaly Britské listy článek O týrání důchodců hlady, v němž obvinily Psychiatrickou nemocnici Bohnice za zneužívání pacientů s Alzheimerovou chorobou a dělení se o dědictví s příbuznými. Kontroly ani policejní vyšetřování však nic takového neprokázaly. Nemocnice proto Britské listy zažalovala, ty později musely článek z rozhodnutí soudu smazat a nemocnici uhradit 50 tisíc Kč.